# Пашково (Петуховський округ)
Па́шково (рос. Пашково) — село у складі Петуховського округу Курганської області, Росія.
Населення — 548 осіб (2010, 708 у 2002).
Національний склад станом на 2002 рік:
- росіяни — 94 %